# André Vandernoot
Pour les articles homonymes, voir Vandernoot.
André Vandernoot (Watermael-Boitsfort (Bruxelles), 2 juin 1927 – Bruxelles, 6 novembre 1991), est un chef d'orchestre belge. 

## Biographie
André Vandernoot fréquente le Conservatoire de Bruxelles. Il est lauréat du Concours de direction de Besançon en 1951, avant de se perfectionner à l'Académie de musique de Vienne.

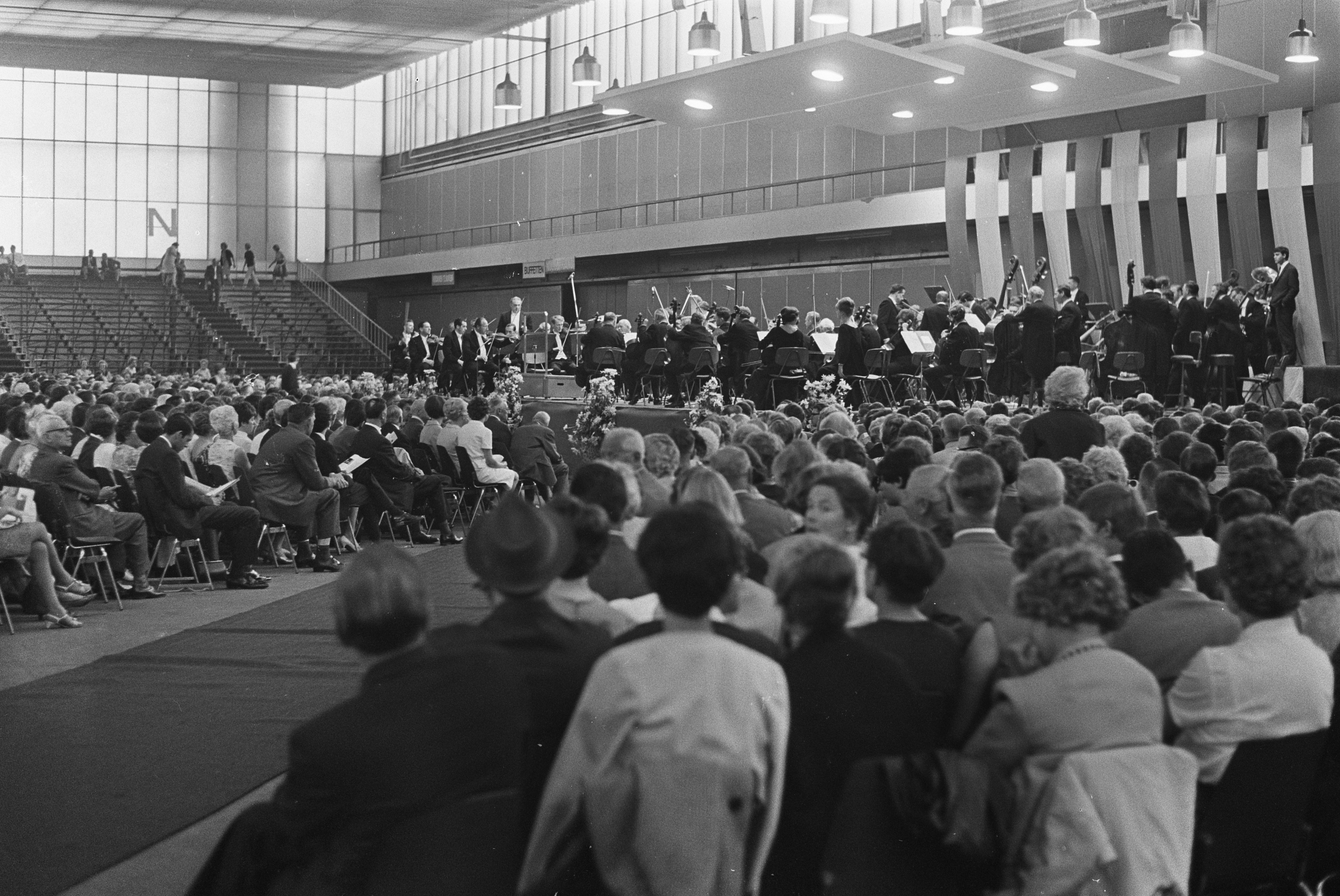
André Vandernoot dirige l'orchestre de la radio italienne (RAI), lors d'un concert en 1967.

De 1954 à 1960, il est l'invité régulier de l'Orchestre national de Belgique, puis chef permanent d'opéra, au Théâtre royal de la Monnaie et en 1958 au Koninklijke Vlaamse Opera (Opéra royal flamand). Il est nommé directeur artistique de l'Orchestre national de Belgique entre 1973 et 1975, puis à la tête de l'Orchestre symphonique de Haarlem aux Pays-Bas. De 1977 à 1983, il est premier chef d'orchestre invité au DeFilharmonie (Orchestre symphonique d'Anvers), puis jusqu'en 1987 à la direction de l'Orchestre symphonique de la radio RTBF, et entre 1979 et 1989 chef de l'orchestre du Brabant.
Il est le père de l'actrice Alexandra Vandernoot.

## Discographie
André Vandernoot a principalement enregistré pour EMI.
- Tchaïkovski, Concerto pour violon - Leonid Kogan, violon ; Orchestre de la Société des concerts du Conservatoire ; André Vandernoot (4/11 jun 1956, EMI/Testament) (OCLC 52006284)
- Mozart, Concertos pour violon no 4 et 5 - Christian Ferras, violon ; Orchestre de la Société des concerts du Conservatoire, dir. André Vandernoot (EMI) (OCLC 61499412)
- Beethoven, Concerto pour violon ; Mozart, Concerto no 5 - Leonid Kogan, violon ; Orchestre de la Société des concerts du Conservatoire ; André Vandernoot (13-14 juin / 29-30 juin 1957, EMI/Testament) (OCLC 74852972)
- Falla, Le Tricorne (suites 1 et 2) - Oralia Dominguez, soprano ; Orchestre Philharmonia, dir. André Vandernoot (28 avril / 5-6 mai 1958, EMI) (OCLC 48793765 et 44451281)
- Tchaïkovski, Concerto pour piano no 1 - György Cziffra, piano ; Orchestre Philharmonia, dir. André Vandernoot (septembre 1958, EMI) (OCLC 51245689)
- Ravel, mélodies - Gérard Souzay, barytone ; Orchestre de la Société des concerts du Conservatoire, dir. André Vandernoot (1958, EMI) (OCLC 21237215)
- Mahler, Kindertotenlieder - Christa Ludwig, mezzo-soprano ; Orchestre Philharmonia, dir. André Vandernoot (1958, EMI) (OCLC 659742468)
- Mozart, Concerto pour piano nos 20 et 23 - Éric Heidsieck, piano ; orchestre de la Société des concerts du Conservatoire, dir. André Vandernoot (EMI) (OCLC 658798704)
- La belle époque de la flûte : Jules Mouquet, Camille Saint-Saëns, Gabriel Fauré - Marc Grauwels, flûte et piccolo ; Orchestre symphonique de la RTBF, dir. André Vandernoot (janvier 1990, Syrinx Record CSR 90101) (OCLC 30838465)

## Film
Dès 1967, André Vandernoot dirigeait le grand orchestre symphonique de la Radiodiffusion-télévision belge, en faveur d'une série d'émissions Tristan und Isolde de Richard Wagner. Pour chaque émission, il donnait son commentaire sur cet opéra. Finalement, un film intégral fut fourni, après la diffusion : [écouter en ligne] (durée 3 heures 34 minutes)

## Biographie
- Alain Pâris (dir.), Dictionnaire des interprètes et de l'interprétation musicale au XXe siècle, Paris, Laffont, coll. « Bouquins », 2015 (réimpr. 1985, 1989, 1995, 2004), 5e éd. (1re éd. 1982), 1278 p. (ISBN 978-2-221-08064-1 et 2-221-08064-5, OCLC 901287624, lire en ligne), p. 997.